# فرانز هالز

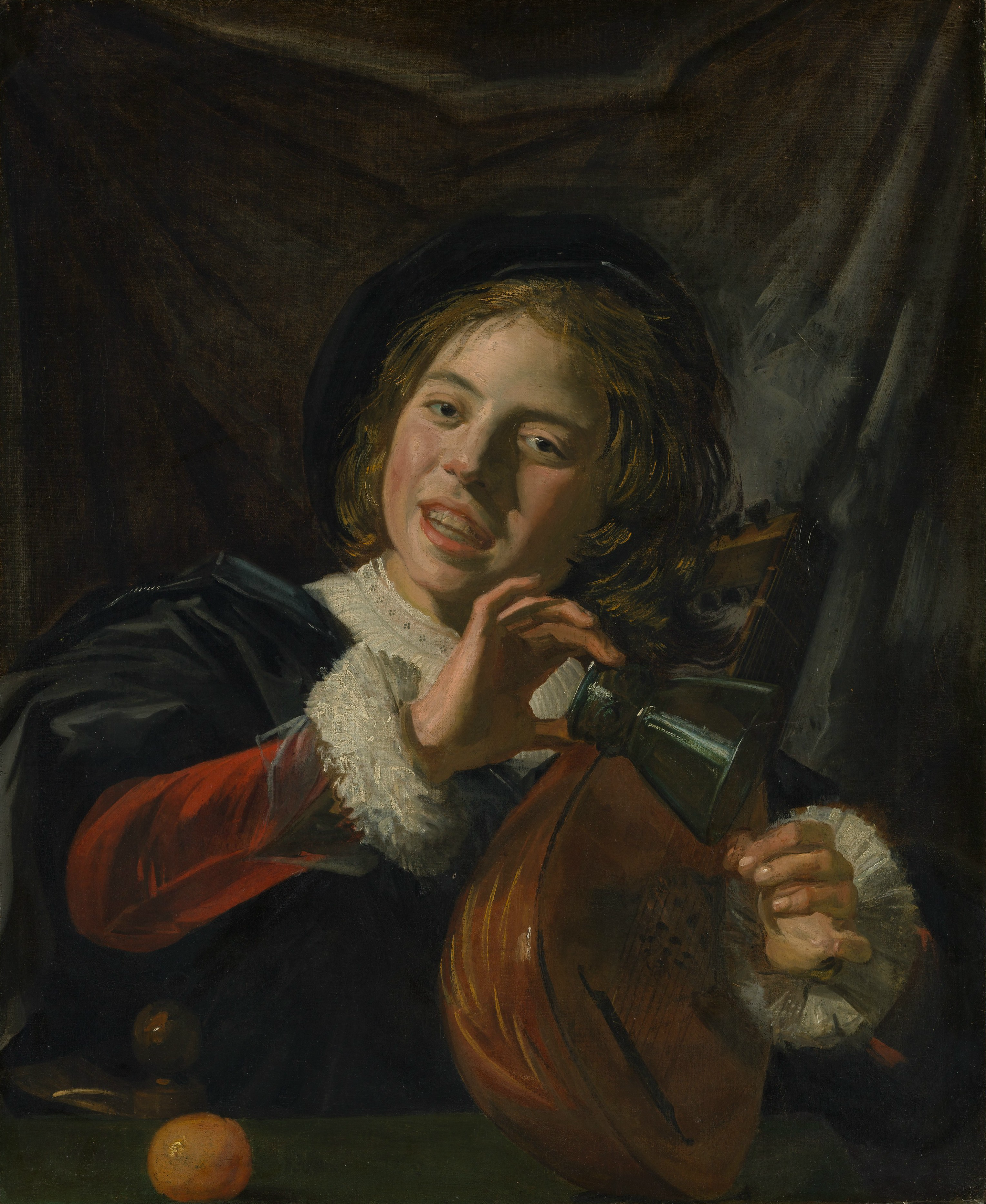
اختبار الأظافر بريشة فرانس هالز عام 1626. متحف المتروبوليتان للفنون ، مدينة نيويورك.

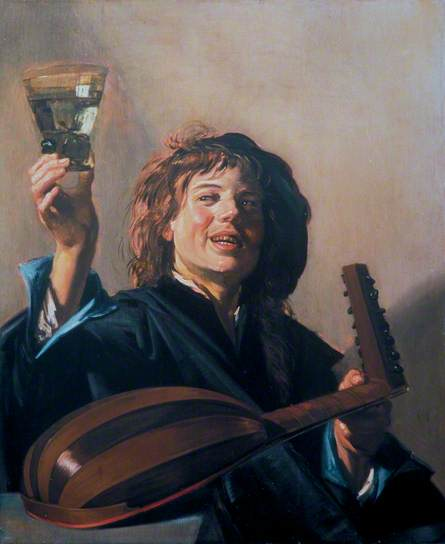
صبي يحمل كأس وعود بريشة فرانز هالز 1626. معرض جيلدهول للفنون ، لندن.

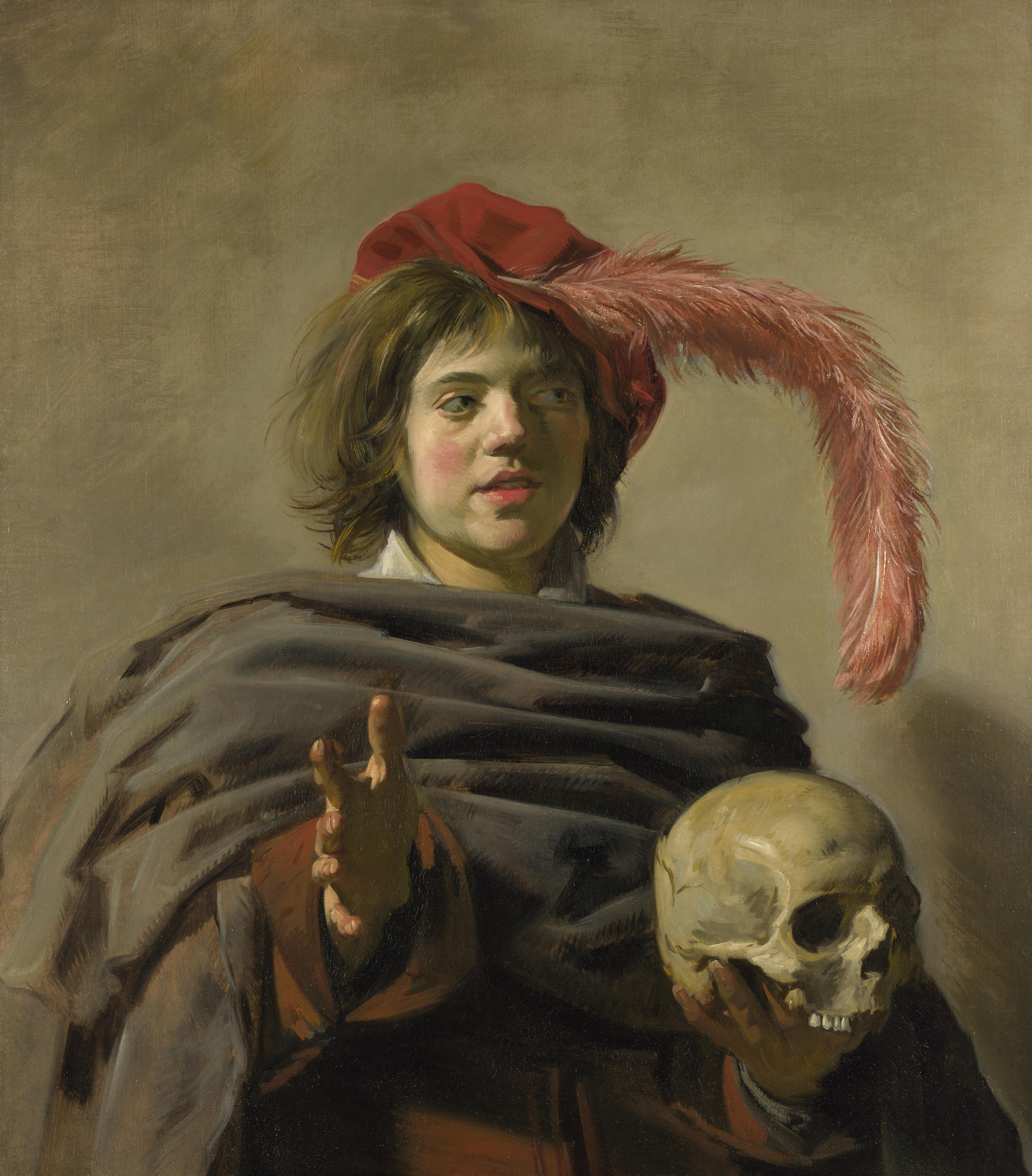
شاب مع جمجمة بريشة فرانس هالز 1626، المعرض الوطني ، لندن.

فرانز هالز (1580 - 1666 م) مصور هولندي.

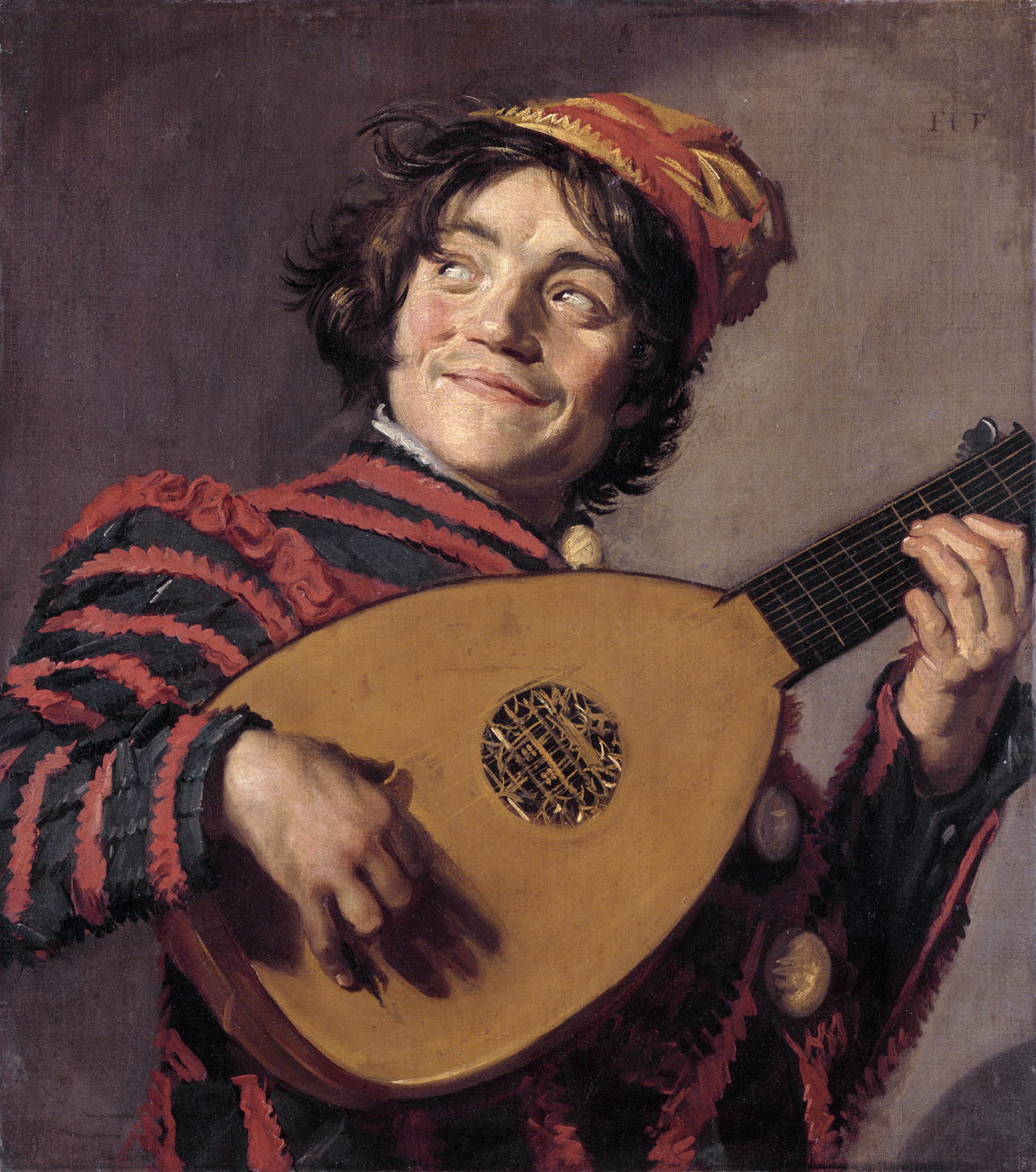
عازف العود بريشة هارلم فرانس هالز عام 1623. متحف اللوفر، باريس.

## روابط خارجية
- فرانز هالز على موقع الموسوعة البريطانية (الإنجليزية)
- فرانز هالز على موقع ميوزك برينز (الإنجليزية)
- فرانز هالز على موقع إن إن دي بي (الإنجليزية)
- فرانز هالز على موقع ديسكوغز (الإنجليزية)